# Ratyzbona
Ratyzbona (niem. Regensburg, baw. Rengschburg, cz. Řezno) – miasto na prawach powiatu w Niemczech, w kraju związkowym Bawaria, siedziba rejencji Górny Palatynat, regionu Ratyzbona oraz powiatu Ratyzbona. Leży nad Dunajem. Polska nazwa miasta wywodzi się z pradawnej nazwy celtyckiej Radasbona poprzez łacińską nazwę Ratisbona.
W 179 istniała tu rzymska warownia Castra Regina (Obóz Regina – od łacińskiej nazwy rzeki Regen, nad którą leży miasto), założona przez III Legion podczas panowania cesarza Marka Aureliusza. W VI wieku miasto było znane jako Rega-nespurc, będąc rezydencją książąt Agilolf i pierwszą oficjalną stolicą Bawarii. W 739 św. Bonifacy powołał tu biskupstwo – już Regensburga (czyli „zamku nad Regenem”).
Dziś Ratyzbona to piąte co do wielkości miasto Bawarii, po Monachium, Norymberdze, Augsburgu i Würzburgu. Jest siedzibą diecezji rzymskokatolickiej. Posiada trzy szkoły wyższe. Główne gałęzie przemysłu i usług w Ratyzbonie to: elektrotechnika, produkcja samochodów, przemysł maszynowy, browarnictwo, drukarstwo, transport śródlądowy (port przeładunkowy).
Od 13 lipca 2006 Stare Miasto w Ratyzbonie znajduje się na liście światowego dziedzictwa kultury UNESCO.

## Geografia fizyczna

### Położenie
Ratyzbona położona jest nad Dunajem, przy ujściu rzek Naab i Regen. W granicach miasta znajdują się dwie wyspy: Untere Wöhrd i Obere Wöhrd. Początkowo część miasta Stadtamhof leżała na północnym brzegu Dunaju, ale po wybudowaniu kanału Men-Dunaj, stała się trzecią wyspą.
Miasto leży na styku czterech krain: Jury Frankońskiej, Lasu Bawarskiego, doliny Dunaju (dolnobawarskiej równiny lessowej; niem. Gäuboden) oraz dolnobawarskich wzgórz trzeciorzędowych. To specyficzne położenie geograficzne wyznacza kierunki i granice rozwoju przestrzennego Ratyzbony. Ponieważ poszerzanie miasta w kierunku północnym i zachodnim jest bardzo ograniczone, nowe dzielnice powstają na wschodzie i południu, w przestronnej dolinie Dunaju i u stóp dolnobawarskich wzgórz trzeciorzędowych.

### Klimat

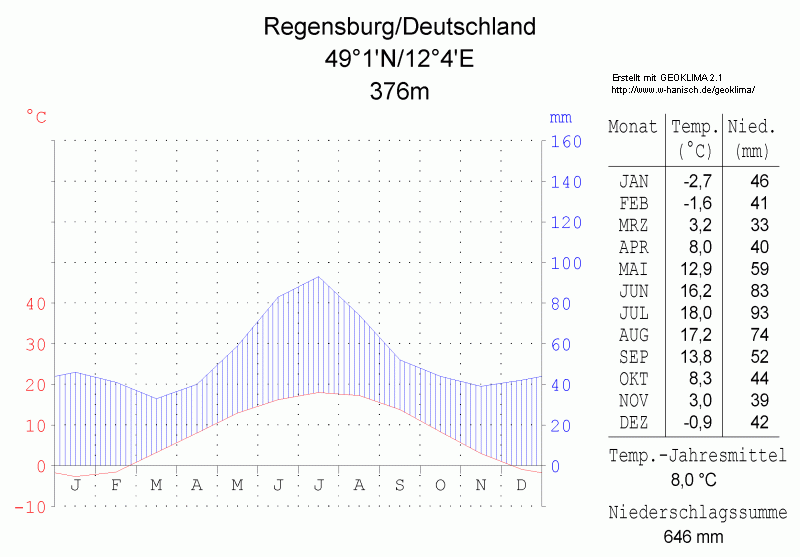
Diagram klimatyczny Ratyzbony

Miasto leży w strefie klimatu umiarkowanego z wpływami kontynentalnymi. W przeciwieństwie do mokrego klimatu bawarskiego przedgórza Alp klimat Ratyzbony charakteryzuje się suchymi latami. Przez miasto przebiega północna granica występowania fenu, który dociera tu już raczej rzadko. Jesienią i zimą powstają tu gęste mgły i nisko płynące stratusy. Pokrywa śnieżna rzadko utrzymuje się przez dłuższy okres. Położenie w kotlinie sprawia, że miasto często cierpiało z powodu smogu.
Średnia roczna temperatura powietrza w Ratyzbonie wynosi 8 °C. Całkowita roczna suma opadów to ok. 646 mm. Najcieplejszymi miesiącami są czerwiec, lipiec i sierpień (średnia temp. 16,2 °C–18,0 °C), a najchłodniejszymi grudzień, styczeń i luty (średnia temp. -0,9 °C–2,7 °C). Najobfitsze opady występują pomiędzy czerwcem a sierpniem (74–93 mm), a najmniejsze w marcu i w listopadzie (33–39 mm).

## Geografia społeczno-gospodarcza

### Sąsiednie gminy
Miasto Ratyzbona graniczy z następującymi gminami i miastami należącymi do ratyzbońskiego powiatu: Lappersdorf, Zeitlarn, Wenzenbach, Tegernheim, Barbing, Neutraubling, Obertraubling, Pentling, Sinzing oraz Pettendorf.

### Podział administracyjny i zagospodarowanie przestrzenne
Ratyzbona charakteryzuje się zwartą strukturą, co przekłada się na relatywnie krótkie ulice i raczej homogeniczne osadnictwo (z wyjątkiem Starego Miasta oraz terenów zielonych wokół uniwersytetu i wysp Wöhrde).
Na początku XIX w. Ratyzbona leżała praktycznie w granicach dawnego obozu rzymskiego, rozciągając się nieznacznie na sąsiednie tereny zachodnie. Po nadaniu Kumpfmühl praw gminy, miasto rozrosło się poza granice południowej linii kolejowej (1810–1818). W XX w. do Ratyzbony przyłączano kolejne nowe gminy w 1924, 1938 oraz 1977.
Miasto podzielone jest na 18 dzielnic:
| - Innenstadt - Stadtamhof - Steinweg – Pfaffenstein - Sallern – Gallingkofen - Konradsiedlung – Wutzlhofen - Brandlberg – Keilberg - Reinhausen - Weichs - Schwabelweis | - Ostenviertel - Kasernenviertel - Galgenberg - Kumpfmühl – Ziegetsdorf – Neuprüll - Großprüfening – Dechbetten – Königswiesen - Westenviertel - Ober-/Niederwinzer – Kager - Oberisling – Leoprechting – Graß - Burgweinting – Harting |

## Przemysł
W mieście obecne są największe niemieckie koncerny przemysłowe: Siemens AG, Infineon, BMW, Continental AG. Ponadto w mieście rozwinięty jest przemysł włókienniczy, odzieżowy, samochodowy, elektrotechniczny, chemiczny, metalowy, maszynowy, skórzany oraz spożywczy.

## Historia

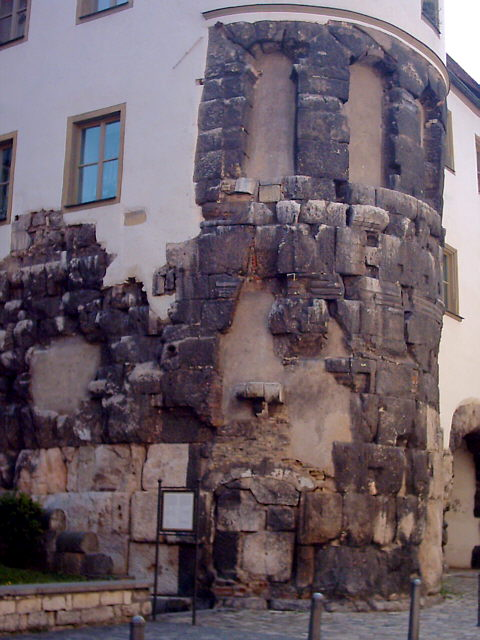
Porta Praetoria

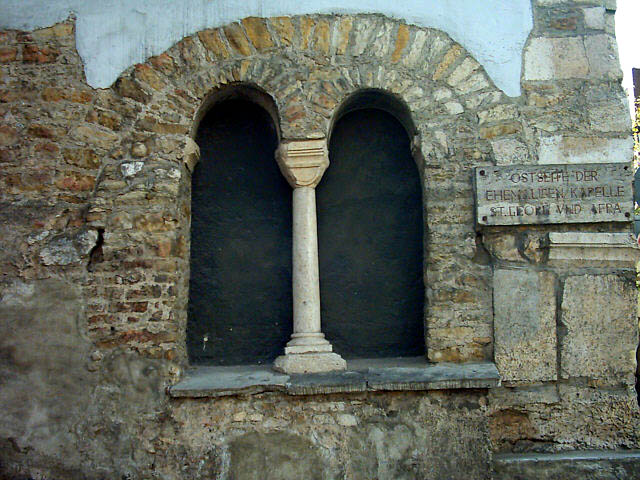
Kaplica romańska św. Jerzego i św. Afry

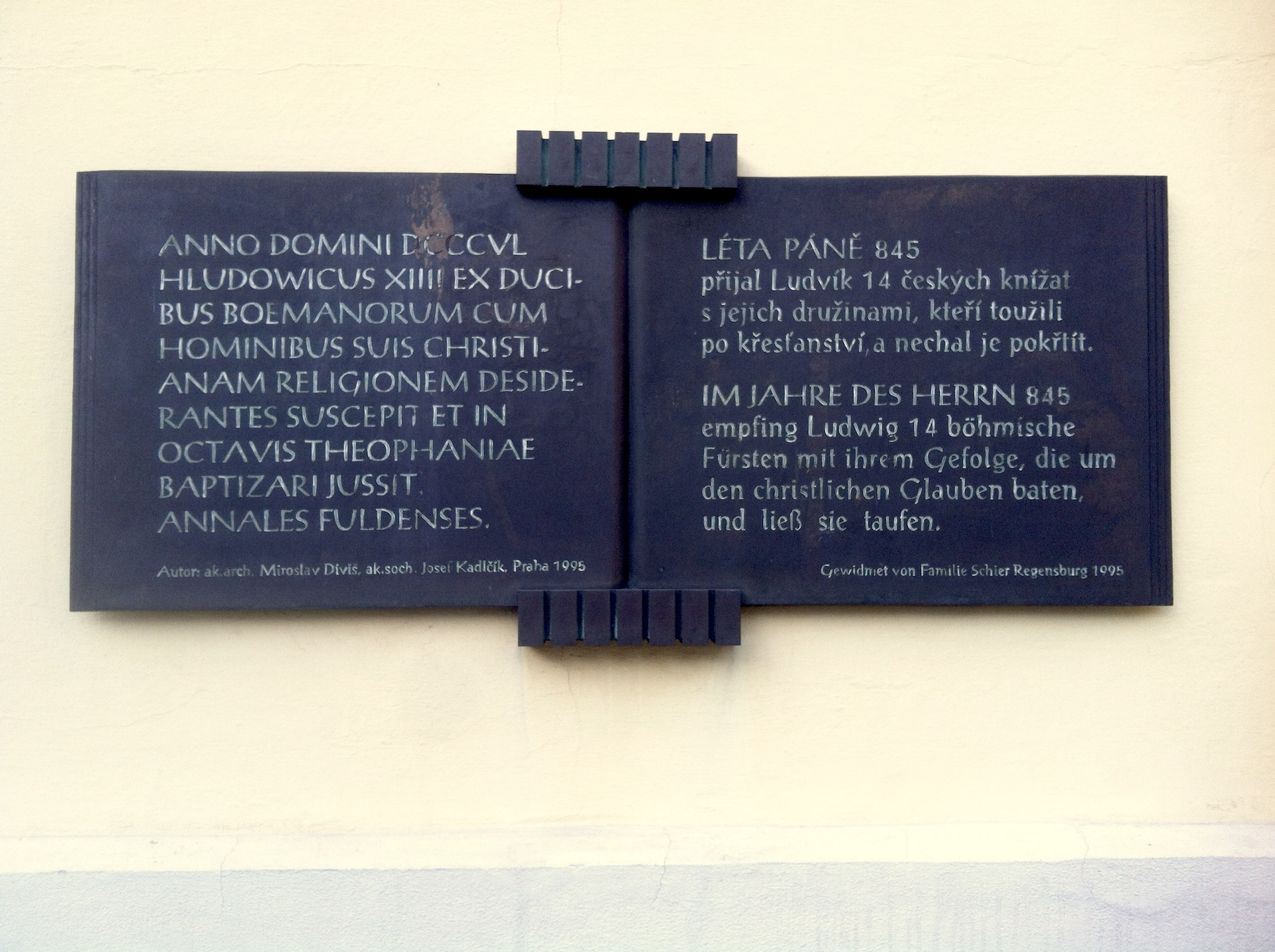
Tablica upamiętniająca chrzest 14 czeskich książąt na ścianie Kolegiaty św. Jana

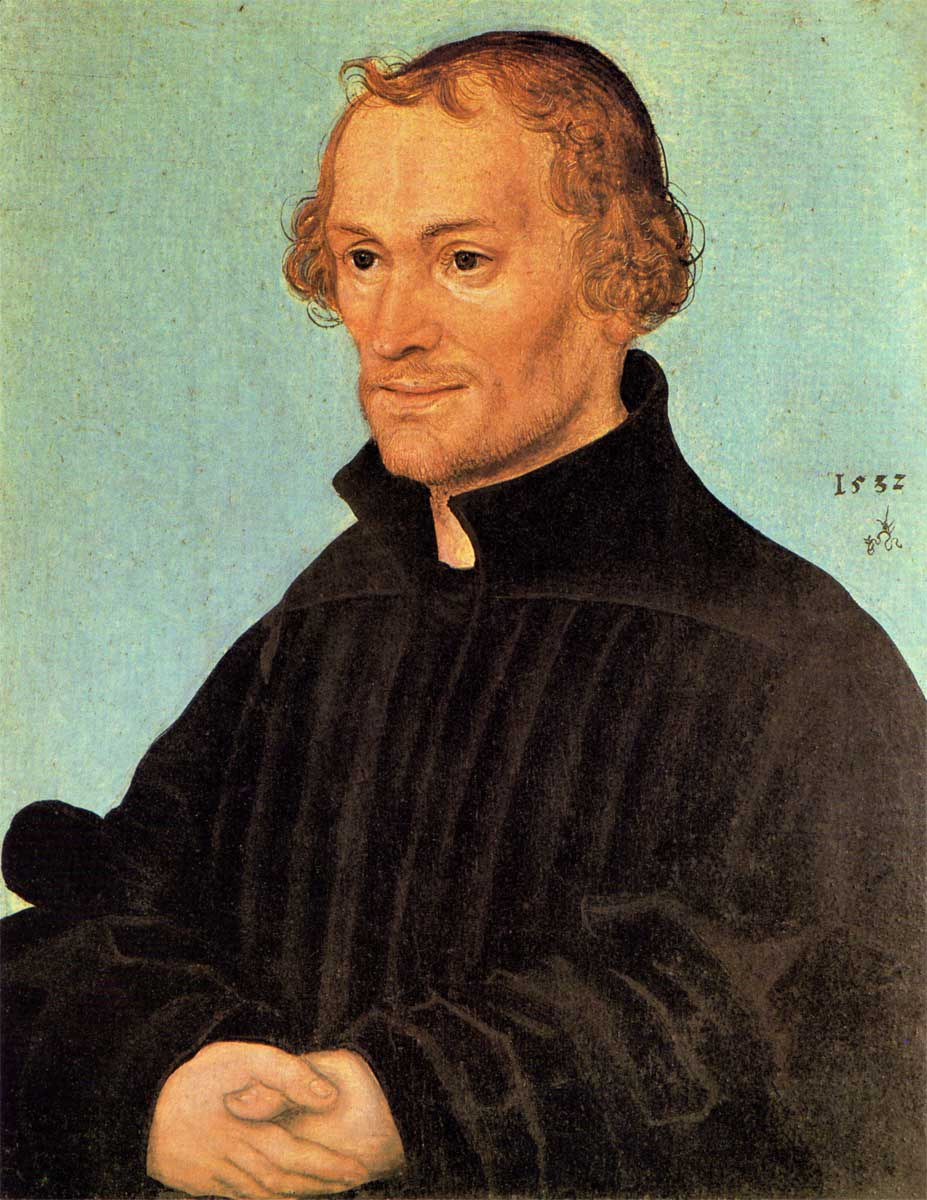
Philipp Melanchton

Ratyzbona jest jednym z najstarszych miast w Niemczech. Na przestrzeni wieków nazwa miasta ulegała wielu zmianom. Najstarsza znana nazwa Ratyzbony to celtycka Radasbona (Ratasbona bądź Ratisbona). Miasto nazywane też było: Quadratą, Germanisheim, Hyatopolis, Ymbripolis, Reginopolis lub Tyberiną.

### Pierwsze osadnictwo
Zakole Dunaju koło Ratyzbony było zamieszkane już w czasach neolitu. Na początku 2006, ok. 100 m na wschód od muru dawnego obozu legionu rzymskiego, odkryto groby celtyckie, datowane na ok. 400 p.n.e.

### Cesarstwo Rzymskie
Rzymska historia Ratyzbony zaczyna się wraz z budową pierwszego kasztelu (łac. Castellum) w 79, który wzniesiono na terenie dzisiejszej dzielnicy Kumpfmühl. Kasztel służył jako punkt obserwacyjny nad ujściami rzek Naab i Regen. Był otoczony fosą oraz palisadą, a w latach późniejszych murem kamiennym. Mógł pomieścić 1000 legionistów piechoty albo 500 konnych.
Wiek osady naddunajskiej odkrytej na terenie dzisiejszego zachodniego Starego Miasta również szacuje się na I w. n.e. W pobliżu ujścia rzeki Naab do Dunaju znaleziono pozostałości wieży obserwacyjnej. Z tego czasu pochodzi też najprawdopodobniej najstarszy rzymski browar na północ od Alp (obecnie pawilon rzymski przy Kornweg). Kasztel i osada zostały zniszczone w drugiej połowie 160 w czasie wojen markomańskich.
Po wycofaniu się wojsk Markomanów ok. 170, cesarz Marek Aureliusz zlecił budowę obozu legionistów Castra Regina (pol. warownia nad rzeką Regen). Obóz otaczał mur wysoki na ok. 10 m, z czterema bramami i licznymi wieżami. Jego zarys jest do dziś widoczny na terenie obecnego Starego Miasta. Do czasów obecnych zachowały się również kamienne pozostałości Porta Praetoria, bramy północnej.
W obozie stacjonował III Legion Rzymski liczący ok. 6000 żołnierzy. Castra Regina była główną bazą wojskową w Recji. Baza poza stolicą prowincji, w tym przypadku Augsburgiem, stanowiła wyjątek w rzymskim systemie administracyjnym. Około 400, w okresie wielkiej wędrówki ludów, Rzymianie zostali zmuszeni opuścić kasztel, który po ich odejściu został przekształcony w warowną osadę.

### Biskupstwo
W latach 500–788 Ratyzbona była siedzibą książąt Bawarów Agilofingów. W 739 św. Bonifacy założył tutaj biskupstwo. Agilofingowie panowali w Ratyzbonie do 788, kiedy to Tassilo III, ówczesny władca Bawarii i lennik Karola Wielkiego został ukarany przez cesarza za niesubordynację polityczną i wygnany z miasta.
Ratyzbona to jedna z najstarszych diecezji w Niemczech, powołana do życia w 739 przez biskupa Moguncji Bonifacego. Chociaż miasto przeszło w 1542 na protestantyzm, to pozostało siedzibą biskupów katolickich do dziś.
W IX w. Ratyzbona była ważnym ośrodkiem państwa wschodniofrankijskiego. 13 stycznia 845 w Ratyzbonie przyjęło chrzest czternastu czeskich książąt. W opactwie benedyktyńskim św. Emmerama spoczywają królowie wschodniofrankijscy z dynastii Karolingów z rodzinami: Hemma (zm. 876), żona króla Ludwika II Niemieckiego; Arnulf z Karyntii (zm. 899); syn Arnulfa Ludwik IV Dziecię (zm. 911). Z tego okresu pochodzi słynna ratyzbońska saga Dollingersage o pojedynku ratyzbończyka Hansa Dollingera z pogańskim rycerzem Craco na Haidplatz.
Niektórzy historycy (m.in. Jerzy Dowiat) wskazywali Ratyzbonę jako miejsce chrztu Polski w roku 966, ale pogląd ten nie znajduje uznania wśród współczesnych badaczy.
W 1041 w Ratyzbonie został zawarty układ, na mocy którego książę czeski Brzetysław I zrzekał się roszczeń do ziem polskich z wyjątkiem zagarniętej części Śląska.
Handel zagraniczny z Paryżem, Wenecją i Kijowem umożliwił szybki rozwój gospodarczy Ratyzbony, która stała się jednym z najbogatszych i najludniejszych miast Niemiec w XII i XIII w. W 1200 miasto liczyło ok. 10 tys. mieszkańców a Dunajem transportowano więcej towarów niż Renem. Ponadto Ratyzbona posiadała wówczas jedyny most na Dunaju pomiędzy Ulm a Wiedniem – wybudowany w latach 1135–1146 Most Kamienny (niem. Steinerne Brücke). Uznawany za majstersztyk średniowiecznej sztuki architektonicznej, służył za wzór budowniczym wielu innych mostów w owym czasie, np. Mostu Judyty na Wełtawie w Pradze (poprzednika Mostu Karola).
O średniowiecznej potędze miasta świadczy bogata architektura romańska i gotycka, która do tej pory dominuje na ratyzbońskim Starym Mieście. Most Kamienny i katedra to najlepiej rozpoznawalne symbole Ratyzbony.
Ze względu na dogodne położenie nad Dunajem, miasto było idealnym miejscem na rozpoczęcie wypraw do Ziemi Świętej. W maju 1147 król Konrad III Hohenstauf wyruszył stąd na II wyprawę krzyżową. W maju 1189 cesarz Fryderyk I Barbarossa rozpoczął tu III wyprawę krzyżową.
Kiedy w 1180 Fryderyk Barbarossa usunął Henryka Lwa z Bawarii, władzę w kraju przejęli Wittelsbachowie.

### Wolne miasto
W 1207 Filip Szwabski nadał Ratyzbonie status wolnego miasta Rzeszy, który miasto utrzymało aż do 1803. W 1245 cesarz Fryderyk II nadał miastu przywilej powołania jednego burmistrza i rady miasta, co w połączeniu z dalszym rozkwitem handlu zagranicznego oraz przeprowadzką książąt bawarskich do Landshutu w 1255 przyczyniło się do wzmocnienia pozycji mieszczan, a następnie spowodowało trwający ponad sto lat konflikt pomiędzy miastem a biskupstwem Ratyzbony i księstwem Bawarii.
W drugiej połowie XIII w. rozpoczęto budowę katedry św. Piotra (1260–1270), która trwała aż do 1872.
W XV w. miasto znacznie podupadło gospodarczo. Pustka w kasie miejskiej przyczyniła się do poddania miasta księciu Bawarii Albrechtowi II, z którym łączono nadzieje na inwestycje, m.in. założenie uniwersytetu. W 1492 cesarz Fryderyk III ponownie ustanowił Ratyzbonę miastem cesarskim.

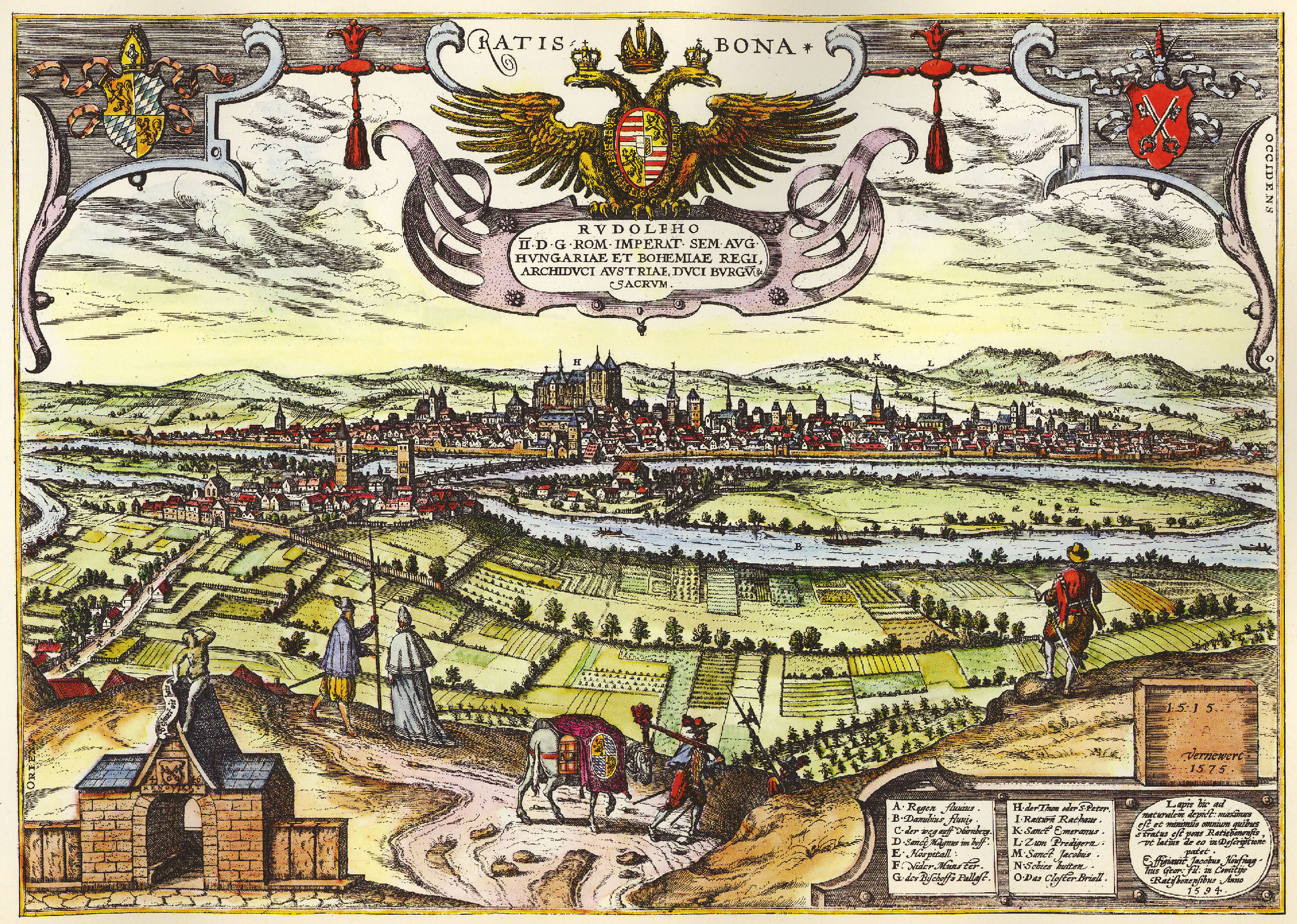
Miasto na przełomie XVI i XVII wieku

Na początku XVI w. w mieście miały miejsce rozruchy poskromione przez cesarza Maksymiliana I, który narzucił miastu nowy statut, tzw. Regimentsordnung. Zmodyfikowany w 1514 obowiązywał do 1803.
W 1519, już po śmierci Maksymiliana I, doszło do pogromu ludności żydowskiej i zburzenia dzielnicy żydowskiej. Gmina żydowska w Ratyzbonie była wówczas największą w Niemczech.
W 1541 w Neuen Waag przy Haidplatz miała miejsce debata religijna pomiędzy Filipem Melanchtonem a Johannesem Eckiem mająca na celu zbliżenie środowisk chrześcijańskich: protestantów i katolików. Po licznych zatargach pomiędzy radą a biskupem, w 1542 Ratyzbona stała się miastem ewangelickim. Zwiększyło to nadzieje na uniezależnienie się od katolickiego biskupa i cesarza, zaogniając konflikt z księciem biskupem.
Podczas wojny trzydziestoletniej, w 1633 Ratyzbonę zajęły wojska szwedzkie pod dowództwem Bernarda Weimarskiego. Rok później miasto zostało odbite przez armie cesarską i bawarską.

### Nieustający Sejm Świętego Cesarstwa Rzymskiego(1663–1803)

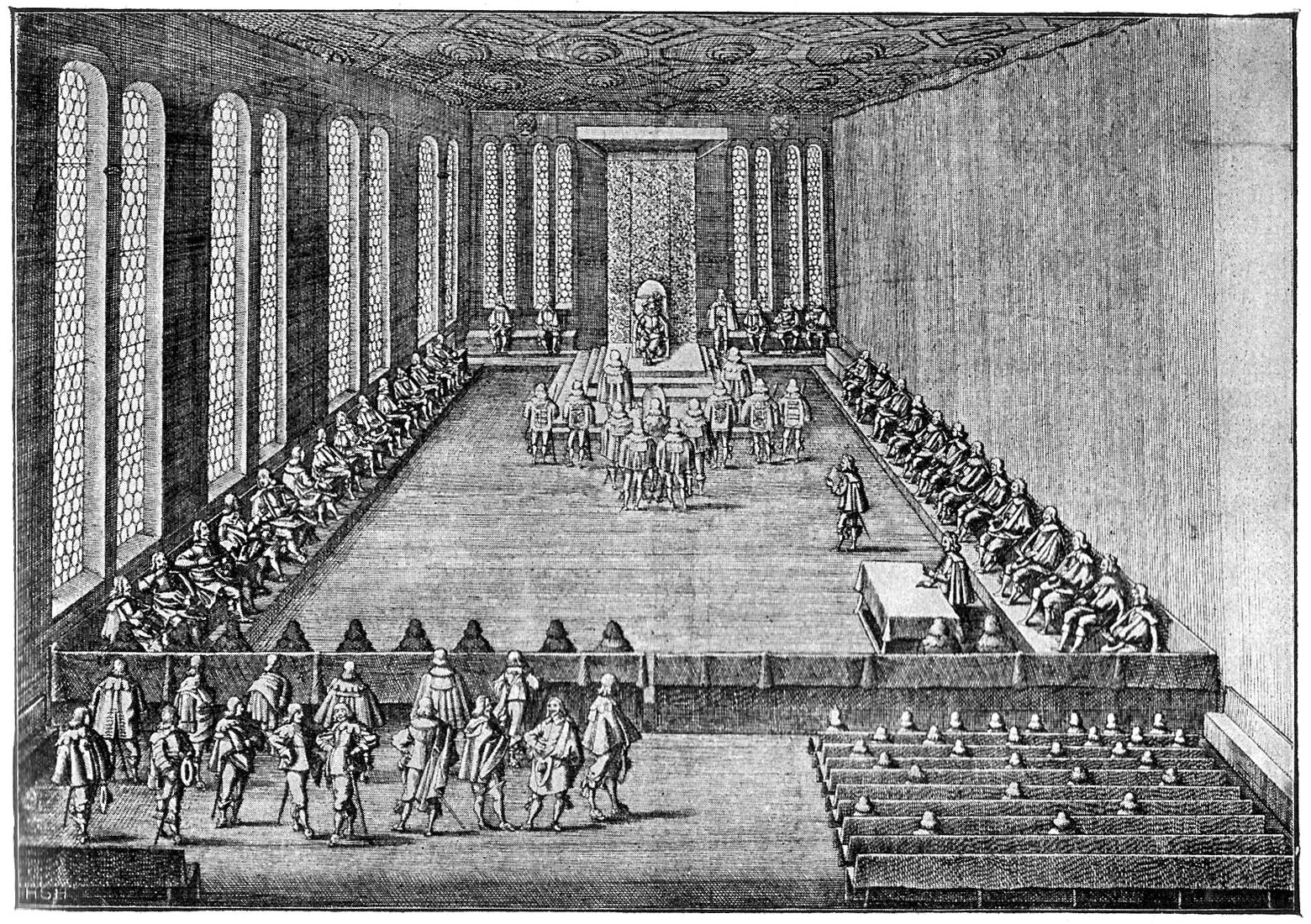
Obrady Nieustającego Sejmu Rzeszy w Sali Rzeszy (niem. Reichssaal), 1640

Ratyzbona była ważnym ośrodkiem państwa wschodniofrankijskiego, w którym odbywały się posiedzenia niemieckiego sejmu. Od 1594 spotkania Reichstagu odbywały się w Sali Rzeszy (niem. Reichsaal) w starym ratuszu. Od 1663 obradował tu Nieustający Sejm Świętego Cesarstwa Rzymskiego (niem. Immerwährender Reichstag des Heiligen Römischen Reiches), w którym uczestniczyli delegaci z całej Europy – cesarz był reprezentowany przez cesarskich komisarzy głównych (niem. Prinzipalkomissar). W 1748 komisarzem głównym został cesarski poczmistrz generalny książę Alexander Ferdinand von Thurn und Taxis, który przeniósł swoją rodzinę z Frankfurtu do Ratyzbony.
Świadectwem architektonicznym nieustającego sejmu są liczne siedziby jego uczestników, którzy byli zwolnieni z płacenia cła i podatków. Sytuacja polityczna miasta w owym czasie była bardzo złożona. Obok rady miasta, istniały inne niezależne instytucje: biskupstwo Ratyzbony sprawujące również świecką władzę nad swoim terytorium (niem. Hochstift Regensburg), a także klasztor cesarski św. Emmerama oraz opactwa Niedermünster i Obermünster. Na to wszystko nakładały się specjalne prawa cesarza oraz książąt uczestniczących w sejmie.
Pod koniec XVIII w. miastem wstrząsały ciężkie spory wewnątrzpolityczne. W obliczu zagrożenia bankructwem miasta, przedstawiciele mieszczaństwa oraz magistratu oskarżyli tajnych radców miasta (niem. Geheimer Rat der Stadt) o niegospodarność oraz łamanie prawa przed sądem najwyższym (niem. Reichshofrat) w Wiedniu, wygrywając sprawę. Cesarz zarządził rewizję statutu miasta oraz umorzył jego długi (kosztem wierzycieli), ratując je przed finansowym upadkiem.
W 1800 w mieście stacjonowała zwycięska armia francuska. Francuzi nałożyli na miasto wysokie kontrybucje, które ponownie doprowadziły finanse miasta do ruiny.

### Księstwo Ratyzbony (1803–1810)

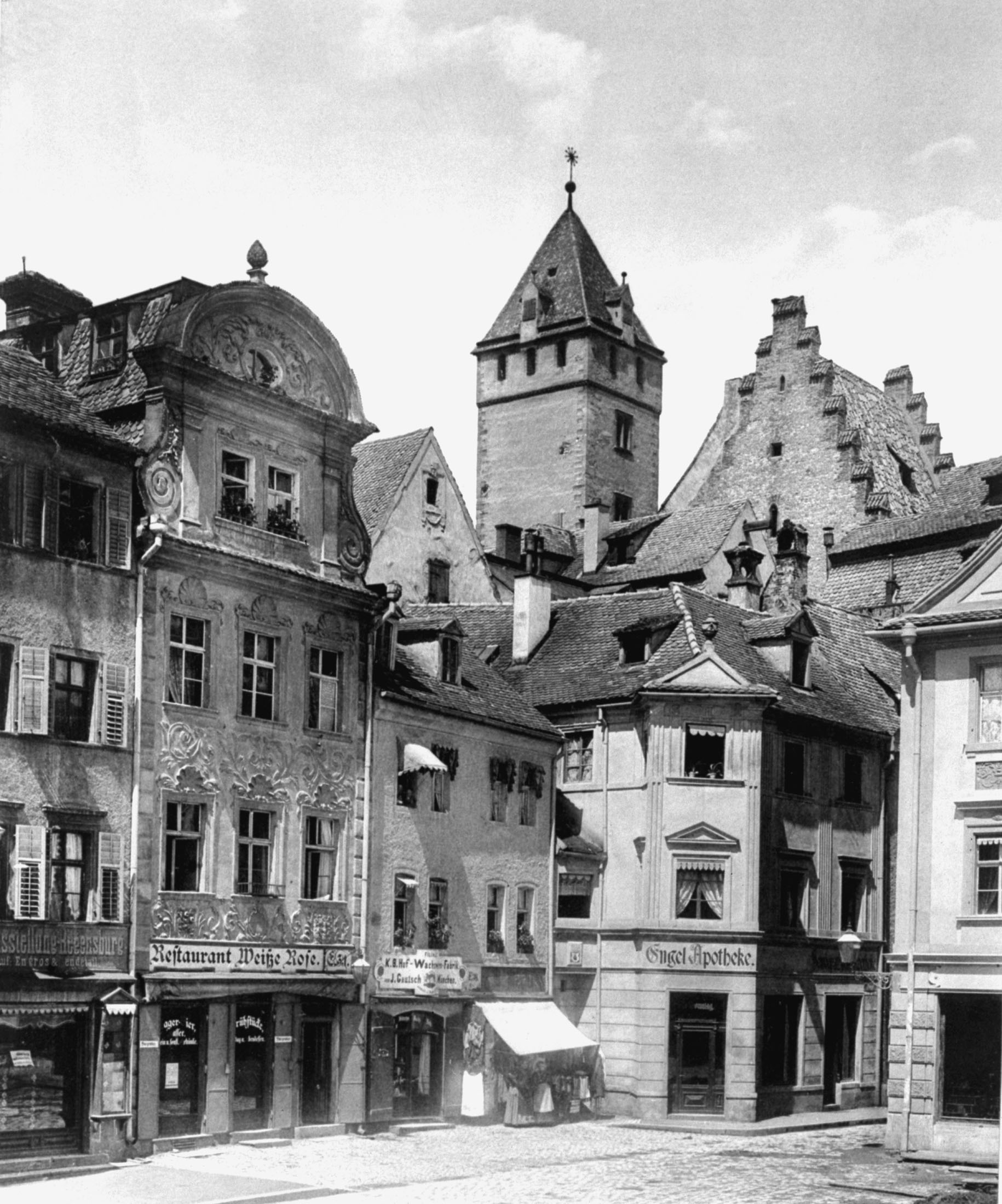
Neupfarrplatz, 1892

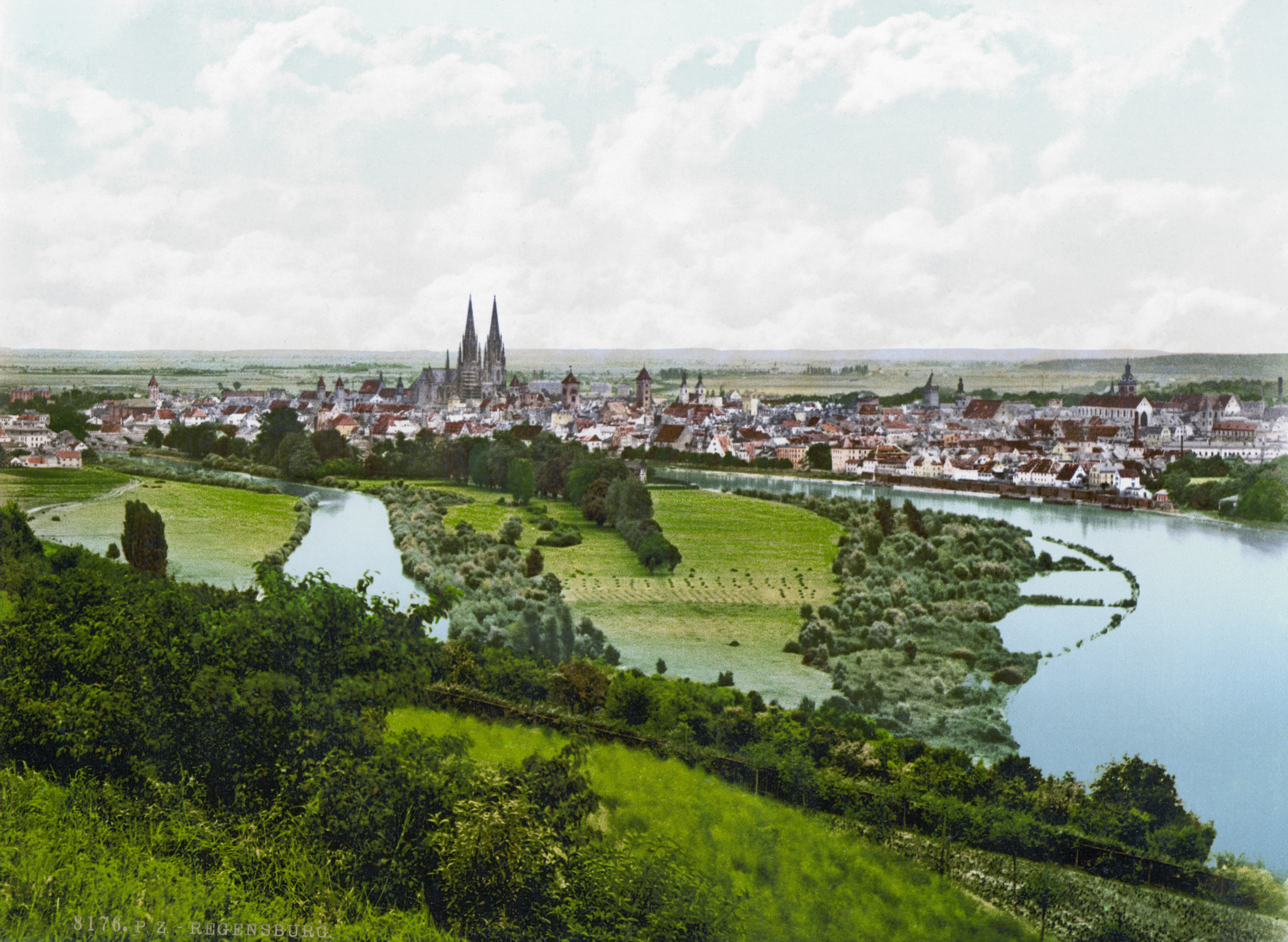
Ratyzbona, 1900

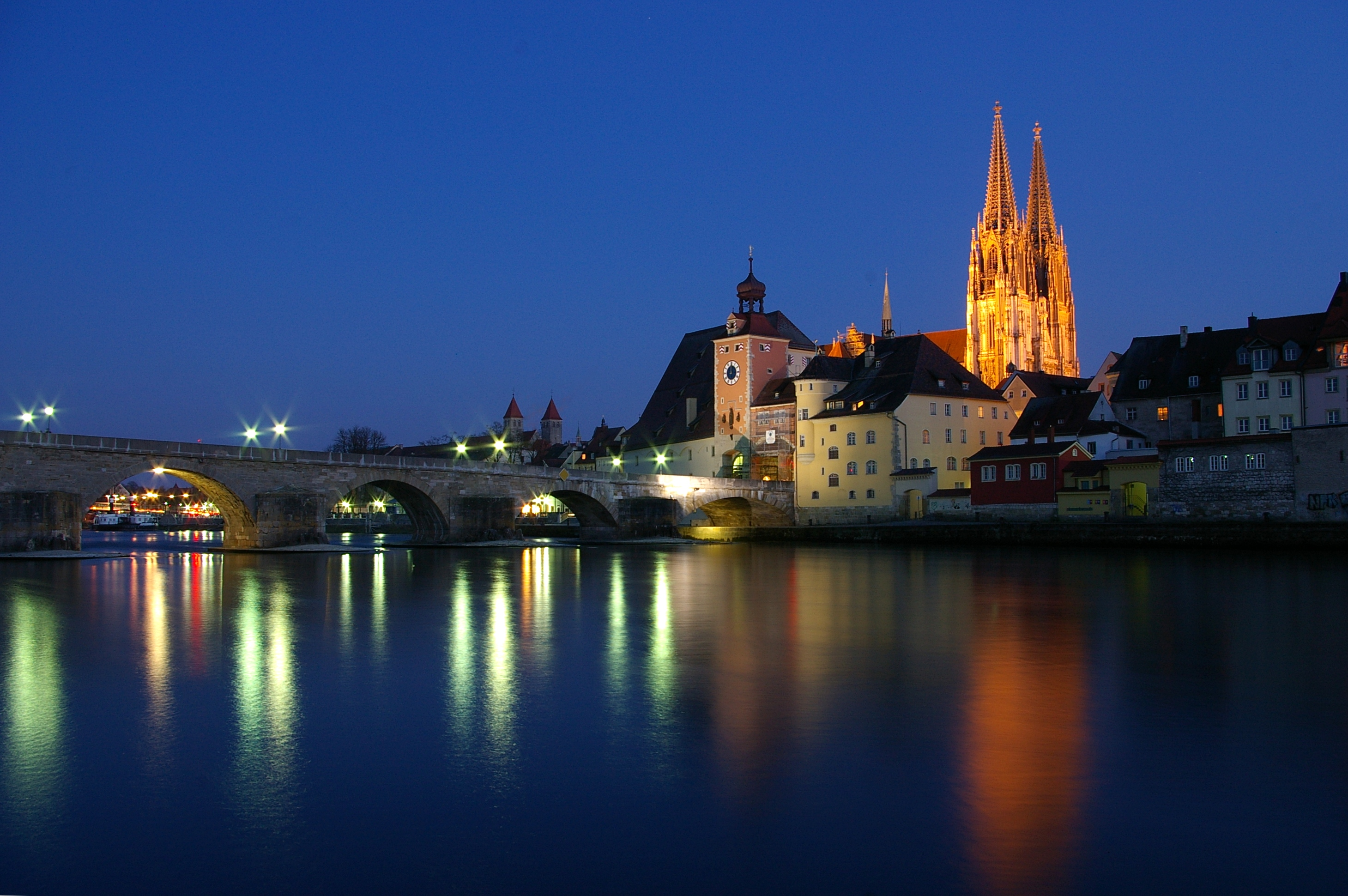
Panorama Ratyzbony

W 1803 sejm Rzeszy niemieckiej podjął w Ratyzbonie jedną z ostatnich swoich decyzji, mianowicie o sekularyzacji i mediatyzacji (niem. Reichsdeputationshauptschluss), która zwiastowała koniec Świętego Cesarstwa Rzymskiego. Z mocy tej decyzji powstało niezależne księstwo Ratyzbony z kanclerzem Karlem Theodorem von Dalbergiem na czele. Z powodu licznych sprzeciwów Bawarii, von Dalberg objął władzę w księstwie dopiero z początkiem lutego 1805. W 1806, pod naciskiem Napoleona, władcy państw niemieckich wystąpili z cesarstwa, zakładając Związek Reński pod patronatem cesarza Francuzów. Dalberg stanął na jego czele (niem. Fürstprimas).
20 kwietnia 1809 podczas V koalicji (wojny Francji przeciwko Wielkiej Brytanii i Austrii) Ratyzbona została zajęta przez wojska austriackie. Francuzi wzięli miasto szturmem trzy dni później, a Napoleon został ranny. Dalberg zachował swój urząd jako arcybiskup miasta (aż do swojej śmierci w 1817), ale pod naciskiem Napoleona musiał poddać Ratyzbonę w maju 1810 Królestwu Bawarii. Otrzymał za to dobra książęce Hanau i Fulda wraz z tytułem wielkiego księcia Frankfurtu (niem. Großherzog von Frankfurt).

### Królestwo Bawarii (1810-1918)
Przejęcie przez Bawarię oznaczało utratę znaczenia politycznego i uprzywilejowanej pozycji miasta w starej Bawarii. Stosunki gospodarcze Ratyzbony pogorszyły się już tak znacznie w okresie wolnego miasta, że dalsza niezależność nie była możliwa choćby z tego powodu.
Ratyzbona została stolicą okręgu Regenkreis, a po reformie administracyjnej w 1838, okręgu „Górny Palatynat i Ratyzbona”, z którego utworzono okręg (1948), a potem rejencję (1953) Górny Palatynat. Jako miasto wydzielone (niem. Kreisfreie Stadt), Ratyzbona jest jednocześnie siedzibą powiatu.
Ratyzbona zaczęła ponownie zyskiwać na znaczeniu w połowie XIX w. W 1859 otrzymała połączenie kolejowe z Monachium i Norymbergą.
W 1867 wraz z Królestwem Bawarii Ratyzbona została częścią zjednoczonych Niemiec. W 1890 z populacją 34 516 mieszkańców Ratyzbona stanowiła piąte największe miasto Bawarii.

### III Rzesza
Wraz z dojściem do władzy narodowych socjalistów w 1933, dotychczasowy burmistrz miasta Otto Hipp stracił urząd. Sprzeciwiał się bowiem wykorzystywaniu budynków państwowych na potrzeby partii NSDAP. Nowy burmistrz dr med. Otto Schottenheim (1933–45; NSDAP) rozpoczął w tym samym roku budowę pokazowego osiedla nazwanego jego imieniem (obecnie: Konrad-Siedlung). 12 maja 1933 naziści zorganizowali na Neupfarrplatz akcję publicznego palenia książek.
W nocy z 9 na 10 listopada 1938 doszło w całych Niemczech do pogromu ludności żydowskiej. Żydowscy mieszkańcy miasta zostali sterroryzowani. Synagoga na Brixner Hof została spalona. Cztery lata później na placu po spalonej świątyni zebrano 106 ratyzbońskich Żydów, a następnie wywieziono do Piask i zamordowano w obozie zagłady Bełżec. Kolejne transporty kierowane były do obozu koncentracyjnego Theresienstadt aż do 1943. Uważa się, że w Holocauście zginęło 200–250 Żydów ratyzbońskich, a 233 udało się wyemigrować.
W 1939 Ratyzbona została włączona do Reichgau Bayerische Ostmark z siedzibą w Bayreuth. Na jesieni 1942 gestapo rozbiło tzw. grupę Neupfarrplatz – 50-osobową komórkę niemieckiego ruchu oporu. 9 osób poniosło śmierć, reszta członków grupy została skazana na karę ciężkiego więzienia i utratę praw obywatelskich.
Pod koniec wojny Ratyzbona była celem ataków lotnictwa alianckiego (np. operacja Double Strike w 1943). Zniszczone zostały głównie przedmieścia, gdzie mieściły się zakłady Messerschmitta – wtedy największa fabryka samolotów w Europie. W latach 1943–1945 w wyniku prawie 20 nalotów przeprowadzonych przez brytyjskie siły powietrzne Royal Air Force (RAF) oraz 8 zorganizowanych przez lotnictwo amerykańskie US Air Force zginęło ok. 3000 osób, w tym wielu jeńców wojennych.
Pod naciskami demonstrujących 23 kwietnia 1945 kobiet i kaznodziei dr. Johanna Maiera miasto poddano praktycznie bez walki. Następnego dnia ksiądz Maier wraz z mieszkańcem Ratyzbony Josefem Zirklem oraz emerytowanym urzędnikiem Michaelem Lottnerem zostali oskarżeni o sabotaż i publicznie straceni. W miejscu egzekucji na Dachauplatz wzniesiono pomnik. Szczątki Maiera od 2005 spoczywają w ratyzbońskiej katedrze.

### Czasy współczesne
Już w 1945 liczba mieszkańców Ratyzbony przekroczyła 100 tys. W 2000 osiągnęła 150 tys., do czego przyczyniły się: osiedlający się tu uciekinierzy ze wschodu – szczególnie z Kraju Sudetów – włączanie okolicznych gmin w granice miasta (w 1971 r. oraz w 1983 r.), a także rozwój infrastruktury. W 1965 założono tu uniwersytet, w 1992 szpital uniwersytecki. Na początku lat 70. XX w. powołano do życia Fachhochschule. W 1960 otwarto port wschodni, a w 1978 kanał Men-Dunaj.
W 1997 Ratyzbona otrzymała Nagrodę Europy za pracę na rzecz integracji europejskiej.
W 2013 12% mieszkańców miasta stanowili obcokrajowcy, spośród których najliczniejsze grupy stanowiły osoby urodzone w Rosji (6658 osób), Polsce (5356), na Ukrainie (4013), w Turcji (3985) i Rumunii (3776).

## Zabytki

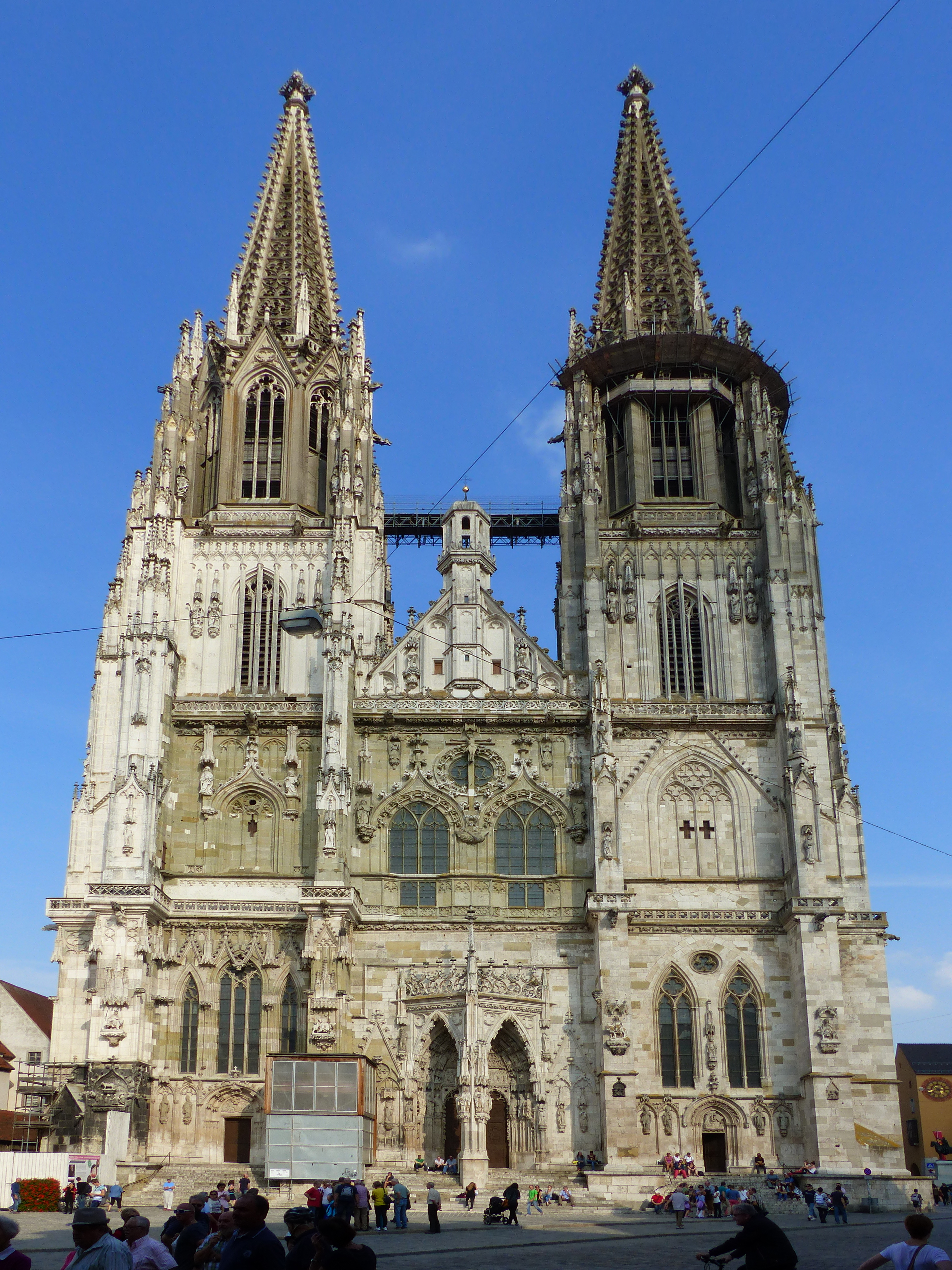
Katedra

- Historyczne centrum miasta zachowało się w bardzo dobrym stanie i tworzy największą średniowieczną starówkę na terenie Niemiec. Poza tym posiada największą na północ od Alp liczbę tzw. wież rodowych budowanych przez bogate rodziny patrycjuszy. Im wyższa wieża tym większe uznanie dla rodziny. Obecność tak wielu wież rodowych, niezmiernie popularnych we Włoszech, przyczyniła się do nadania miastu przydomka „Najbardziej na północ wysuniętego miasta Włoch”. 12 lipca 2006 Stare Miasto w Ratyzbonie zostało wpisane na listę światowego dziedzictwa kultury UNESCO.
- gotycka katedra, której budowę rozpoczęto w XIII wieku[6].
- Alte Kapell (Stara Kaplica) – niepozorna kolegiata kryjąca w swoim wnętrzu bogate rokokowe[7] sztukaterie złocenia i malowidła wykonane w większości przez Antona Landesa.
- XV-wieczny Stary Ratusz z XIII-wieczną wieżą. Wewnątrz mieści się bogato zdobiona Sala Rzeszy (niem. Reichssaal) w której w latach 1663–1806 obradował pierwszy parlament Rzeszy.
- Most Kamienny (niem. Steinerne Brücke) zbudowany w latach 1135–1146 jako pierwszy[4] i długo jedyny ufortyfikowany most na Dunaju.
- Porta Pretoria – częściowo zachowana rzymska wieża obserwacyjna datowana na rok 179[7], odkryta w 1887.
- kościół św. Emmerama i pałac Thurn und Taxis, w który przekształcono dawny klasztor św. Emmerama.

## Osoby związane z Ratyzboną
- Albrecht Altdorfer – malarz epoki renesansu, pierwszy pejzażysta czasów nowożytnych, tworzył i zmarł w tym mieście
- Juan de Austria – wódz i admirał hiszpański, urodził się w tym mieście
- Barbara Blomberg – tutejsza mieszczka, kochanka cesarza Karola V
- Karl Theodor von Dalberg – książę Ratyzbony 1803-1810
- Thomas Dietz – światowej klasy żongler, trzykrotny mistrz świata; pochodzi z tego miasta
- Konrad z Megenberga – historyk[8]
- Jerzy Maćków – polski politolog
- Maksymilian II Habsburg – król Czech, Węgier i Chorwacji, Cesarz Rzymski; zmarł w tym mieście
- Joseph Ratzinger – papież Benedykt XVI
- Tomasz Skweres – polski kompozytor
- Allan Zeman – przedsiębiorca i multimilioner z Hongkongu; urodził się w tym mieście
- Thurn und Taxis – arystokratyczna rodzina, właściciele tutejszego zamku św. Emmerama

## Miasta partnerskie

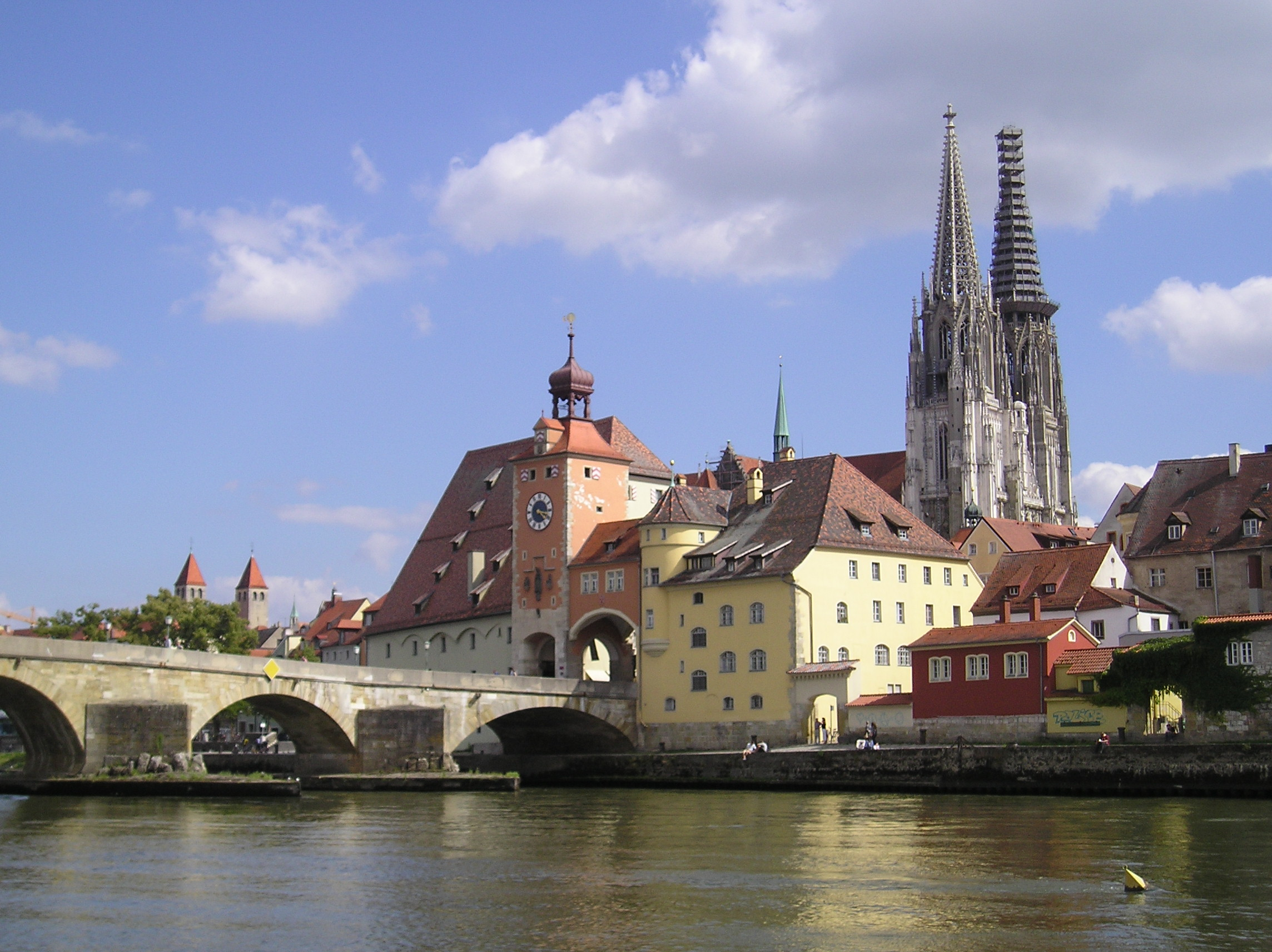
Widok na Most Kamienny i katedrę

- Wielka Brytania: Aberdeen
- Włochy: Bressanone
- Węgry: Budapeszt
- Francja: Clermont-Ferrand
- Ukraina: Odessa
- Czechy: Pilzno
- Chiny: Qingdao
- Stany Zjednoczone: Tempe